# بلوو دو لینینی
بلوو دو لینینی (به فرانسوی: Montagne Bellevue) یک کوه در فرانسه است که در گویان فرانسه واقع شده‌است. بلوو دو لینینی ۸۵۱ متر بالاتر از سطح دریا واقع شده‌است.